# Les Hauts et les Bas de Sophie Paquin
Les Hauts et les Bas de Sophie Paquin foi uma série de televisão canadense que estreou na Radio-Canada em 19 de setembro de 2006. Criada por Richard Blaimert, é estrelada por Suzanne Clément no papel principal de Sophie Paquin, uma diretora de uma agência de talentos.
Foi exibida a partir de 1 de Julho de 2008 na Suíça pela TSR2; na Bélgica pela RTL-TVI; e na França desde 11 de agosto de 2011, pelo canal France 2.

## Elenco
- Suzanne Clément: Sophie Paquin
- Éric Bernier: Martin Brodeur
- Thiéry Dubé: Éric Berubé
- Marie-Thérèse Fortin: Barbara Blouin
- Élise Guilbault: Estelle Poliquin
- Sébastien Huberdeau : Benjamin Lemieux
- Rosalee Jacques: Ophélie Poliquin
- Pauline Martin : Madame Théberge
- Benoît McGinnis: Jean-Sébastien Laurin
- Christiane Pasquier: Gisèle Paquin
- Émile Proulx-Cloutier: Damien Paquin
- Catherine-Anne Toupin: Mélissa Brillant
- Jean-Nicolas Verreault: Roch Paquet
- Isabelle Vincent: Louise Nantel
- Rose-Maïté Erkoreka: Mélanie
- Anthony Lemke: David Rothstein
- Danny Blanco Hall : Malik Collins
- Marc-François Blondin : Claude-Michel
- Benoît Gouin : Jean-Luc Savard